# Danh sách 100 loài xâm hại mạnh nhất thế giới
Đây là danh sách 100 loài xâm hại mạnh nhất thế giới trong Global Invasive Species Database. Dữ liệu này do nhóm chuyên gia về các loài xâm thực của IUCN đưa ra.

## Danh sách
| Loài                                     | Dạng               | Tên tiếng Việt                 |
| ---------------------------------------- | ------------------ | ------------------------------ |
| Acacia mearnsii                          | Cây bụi            |                                |
| Achatina fulica                          | thân mềm           | Ốc sên                         |
| Acridotheres tristis                     | Chim               | Sáo nâu                        |
| Aedes albopictus                         | Côn trùng          | Muỗi vằn                       |
| Anopheles quadrimaculatus                | Côn trùng          | Muỗi Anopheles quadrimaculatus |
| Anoplolepis gracilipes                   | Côn trùng          | Kiến vàng                      |
| Anoplophora glabripennis                 | Côn trùng          |                                |
| Aphanomyces astaci                       | Nấm                |                                |
| Ardisia elliptica                        | Cây                |                                |
| Arundo donax                             | Cỏ                 | Sậy núi, sậy trúc              |
| Asterias amurensis                       | Sao biển           | Sao biển Bắc Thái Bình Dương   |
| Banana bunchy top virus (BBTV)           | Vi sinh vật        |                                |
| Batrachochytrium dendrobatidis           | Nấm                |                                |
| Bemisia tabaci                           | Côn trùng          |                                |
| Boiga irregularis                        | Bò sát             | Rắn cây nâu                    |
| Bufo marinus/Rhinella marina             | Lưỡng cư           | Cóc mía                        |
| Capra hircus                             | Thú                | Dê nhà                         |
| Carcinus maenas                          | Giáp xác           |                                |
| Caulerpa taxifolia                       | Tảo                |                                |
| Cecropia peltata                         | Cây                | Xê rốp                         |
| Cercopagis pengoi                        | Giáp xác           |                                |
| Cervus elaphus                           | Thú                | Hươu đỏ                        |
| Chromolaena odorata                      | Cỏ                 | Bớp bớp                        |
| Cinara cupressi                          | Côn trùng          |                                |
| Cinchona pubescens                       | Cây                | Ký ninh đỏ                     |
| Clarias batrachus                        | Cá                 | Cá trê trắng                   |
| Clidemia hirta                           | Cây bụi            |                                |
| Coptotermes formosanus                   | Côn trùng          | Mối Đài Loan                   |
| Corbula amurensis                        | Thân mềm           |                                |
| Cryphonectria parasitica                 | Nấm                |                                |
| Cyprinus carpio                          | Cá                 | Cá chép                        |
| Dreissena polymorpha                     | Thân mềm           |                                |
| Eichhornia crassipes                     | Thực vật thủy sinh | Bèo tây                        |
| Eleutherodactylus coqui                  | Lưỡng cư           | Ếch Carribe                    |
| Eriocheir sinensis                       | Giáp xác           | Cua Trung Quốc                 |
| Euglandina rosea                         | Thân mềm           |                                |
| Euphorbia esula                          | Cỏ                 |                                |
| Fallopia japonica/Polygonum cuspidatum   | Cây bụi            | Cốt khí                        |
| Felis catus                              | Thú                | Mèo hoang                      |
| Gambusia affinis                         | Cá                 |                                |
| Hedychium gardnerianum                   | Cỏ                 |                                |
| Herpestes javanicus                      | Thú                | Cầy lỏn                        |
| Hiptage benghalensis                     | Cây bụi            |                                |
| Imperata cylindrica                      | Cỏ                 | Cỏ tranh                       |
| Lantana camara                           | Cây bụi            | Bông ổi                        |
| Lates niloticus                          | Cá                 | Cá vược sông Nile              |
| Leucaena leucocephala                    | Cây                | Keo dậu                        |
| Ligustrum robustum                       | Cây bụi            | Lệch sông, rui na              |
| Linepithema humile                       | Côn trùng          |                                |
| Lymantria dispar                         | Côn trùng          |                                |
| Lythrum salicaria                        | Cỏ                 | Thiên khuất lá liễu            |
| Macaca fascicularis                      | Thú                | Khỉ đuôi dài                   |
| Melaleuca quinquenervia                  | Cây                |                                |
| Miconia calvescens                       | Cây                |                                |
| Micropterus salmoides                    | Cá                 |                                |
| Mikania micrantha                        | Cây leo            |                                |
| Mimosa pigra                             | Cây bụi            | Mai dương                      |
| Mnemiopsis leidyi                        | Sứa lược           | Sứa lược leidyi                |
| Mus musculus                             | Thú                | Chuột nhà                      |
| Mustela erminea                          | Thú                | Chồn ermine                    |
| Myocastor coypus                         | Thú                | Hải ly Nam Mỹ                  |
| Morella faya                             | Cây bụi            |                                |
| Mytilus galloprovincialis                | Thân mềm           |                                |
| Oncorhynchus mykiss                      | Cá                 | Cá hồi cầu vồng                |
| Ophiostoma ulmi sensu lato               | Nấm                |                                |
| Opuntia stricta                          | Cây bụi            |                                |
| Oreochromis mossambicus                  | Cá                 |                                |
| Oryctolagus cuniculus                    | Thú                |                                |
| Pheidole megacephala                     | Côn trùng          |                                |
| Phytophthora cinnamomi                   | Nấm                |                                |
| Pinus pinaster                           | Cây                |                                |
| Plasmodium relictum                      | Vi sinh vật        |                                |
| Platydemus manokwari                     | Sán dẹp            |                                |
| Pomacea canaliculata                     | Thân mềm           |                                |
| Prosopis glandulosa                      | Cây                |                                |
| Psidium cattleianum                      | Cây bụi            |                                |
| Pueraria montana var. lobata             | Cây leo            | Sắn dây rừng                   |
| Pycnonotus cafer                         | Chim               | Chào mào đít đỏ                |
| Lithobates catesbeianus/Rana catesbeiana | lưỡng cư           | Ếch ương Mỹ                    |
| Rattus rattus                            | Thú                | Chuột đen                      |
| Rinderpest virus                         | Vi sinh vật        |                                |
| Rubus ellipticus                         | Cây bụi            |                                |
| Salmo trutta                             | Cá                 | Cá hồi trutta                  |
| Schinus terebinthifolius                 | Cây                |                                |
| Sciurus carolinensis                     | Thú                | Sóc xám miền Đông              |
| Solenopsis invicta                       | Côn trùng          |                                |
| Spartina anglica                         | Cỏ                 |                                |
| Spathodea campanulata                    | Cây                | Sò đo cam                      |
| Sphagneticola trilobata                  | Cỏ                 |                                |
| Sturnus vulgaris                         | Chim               | Sáo đá xanh                    |
| Sus scrofa                               | Thú                | Lợn hoang                      |
| Tamarix ramosissima                      | Cây bụi            |                                |
| Trachemys scripta elegans                | Bò sát             | rùa tai đỏ                     |
| Trichosurus vulpecula                    | Thú                |                                |
| Trogoderma granarium                     | Côn trùng          |                                |
| Ulex europaeus                           | Cây bụi            |                                |
| Undaria pinnatifida                      | Tảo                |                                |
| Vespula vulgaris                         | Côn trùng          |                                |
| Vulpes vulpes                            | Thú                | cáo đỏ                         |
| Wasmannia auropunctata                   | Côn trùng          |                                |